# Paul Greinert
Paul Eugen Greinert (ur. 1844, zm. 1901) – niemiecki manager kolejowy, m.in. prezes Dyrekcji Kolei w Gdańsku (1899-1900).
Długoletni pracownik niemieckiego kolejnictwa, zatrudniony m.in. w charakterze urzędnika w Zarządzie Kolei (Eisenbahnverwaltung) (1873-), dyrektor Oddziału Kolei w Erfurcie (Eisenbahnbetriebsamt Erfurt) (1892-1895), urzędnik Dyrekcji Kolei w Królewcu (Eisenbahndirektion Königsberg) (1895-1899), prezes Dyrekcji Kolei w Gdańsku (Eisenbahndirektion Danzig) (1899-1900).